# Надписи из Хатибада и Госанди
Надписи из Хатибада и Госанди (англ. Hathibada Ghosundi Inscriptions, Ghosundi Inscription, Hathibada Inscription) — древние индийские надписи на каменных плитах, найденные возле деревни Нагари (24°59′02″ с. ш. 74°43′44″ в. д.) в 13 км к северу от города Читторгарх (Раджастхан, Индия). Надписи датируются I веком до нашей эры и являются одними из древнейших санскритских надписей на брахми, свидетельствующих о зарождении вайшнавизма в Древней Индии. Некоторые индологи, в частности, нидерландский учёный Ян Гонда, считают их более древними и датируют их II веком до нашей эры.
В настоящее время надписи хранятся в Правительственном музее Удайпура, собравшем коллекцию культурно-исторических сокровищ Раджастана, включая коллекцию древних надписей.

## Происхождение
Надписи обнаружены в разных местах одной и той же географической области. В древности здесь располагался город Мадхьямика-Нагари. Население сюда мигрировало из Пенджаба, после вторжения армии Александра Македонского в северо-западную часть индийского субконтинента. Исследование древнего места началось британским археологом Арчибальдом Карлайлом (Archibald Campbell Carlyle, 1831—1897) в 1872 году. В течение 1919—20 годов Девадатта Бхандаркар, работавший на Археологическое управление Индии, приступил к частичным раскопкам. В результате его группой были обнаружены руины буддисткой ступы, остатки различных сооружений, терракотовые фигурки, литые бляшки, каменная скульптура и декоративные кирпичи с рисунками птиц, человеческих лиц и другое. Среди находок были фрагменты надписи на брахми на каменных плитах. Раскопки в Нагари возобновились Археологической службой Индии в 1962 году. Помимо руин крупного городского поселения в Нагари найдены останки большой стены в форме параллелограмма 93,6 х 45,9 метров, состоящей из огромных каменных блоков. Стена получила название «хати-бада» (Hathi-ka-Bara, Hathi-bada), то есть «устойчивость слона».
Надписи из Хатибада и Госанди сложили из нескольких фрагментов. Одна надпись найдена в древнем колодце в деревне Госанди (24°59′53″ с. ш. 74°43′39″ в. д.), другая между деревнями Госанди и Басси (25°00′58″ с. ш. 74°45′35″ в. д.), а третья находилась во внутренней стене хати-бада. Все три фрагмента по содержанию представляют собой единое целое. Считается, что каменная стена, на которой они были первоначально выбиты, в период мусульманского нашествия была разбита на части и использована для строительства других объектов. Третий падишах Империи Великих Моголов Акбар I Великий во время захвата города Читторгарх встал лагерем возле деревни Нагари. Плиты из каменной стены послужили строительным объектом для возведения новых построек. Таким образом, надписи оказались разъединены и разброшены по территории Раджастана.

Место раскопок в деревне Нагари: останки стены, где обнаружена часть надписи
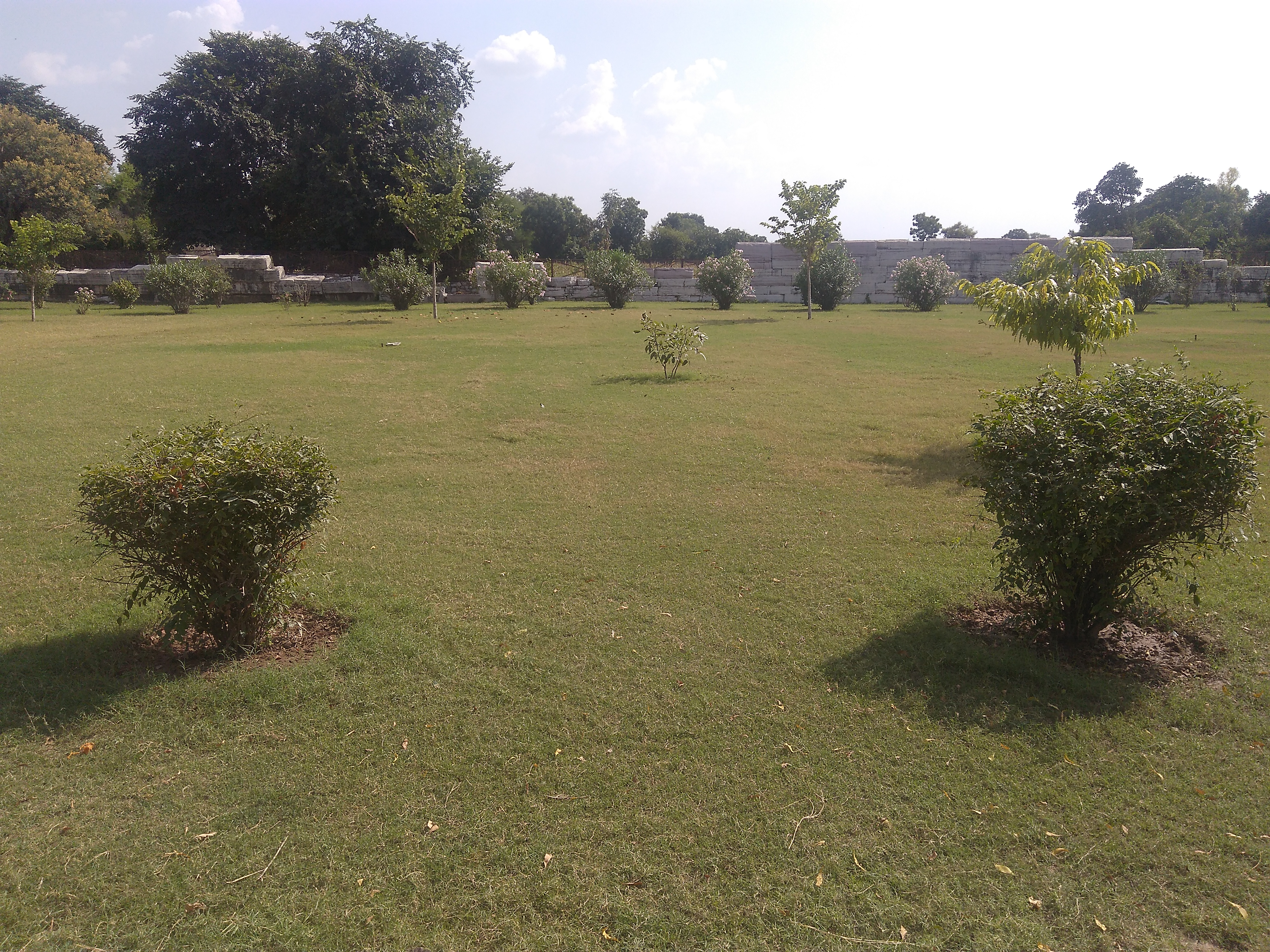
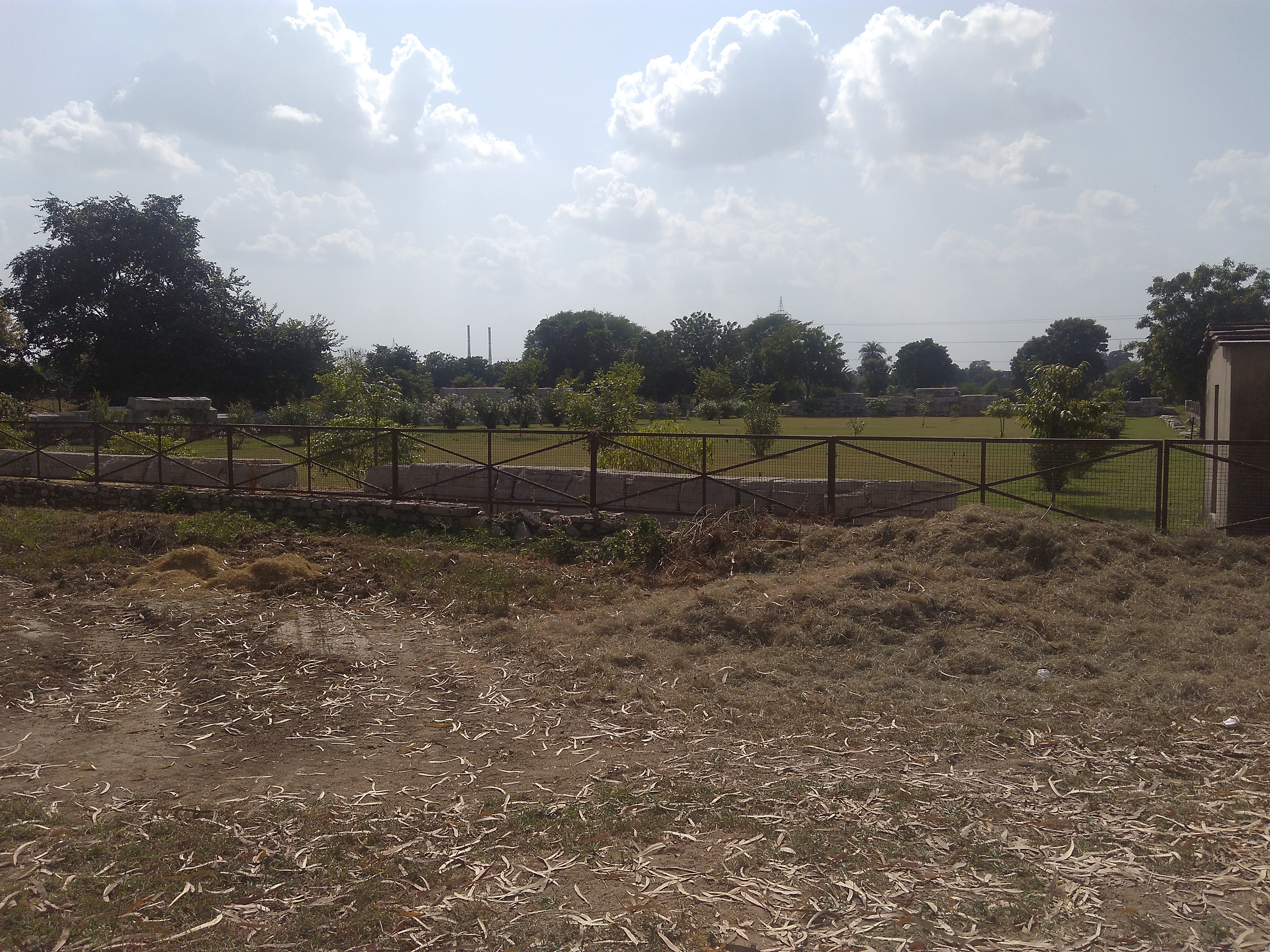
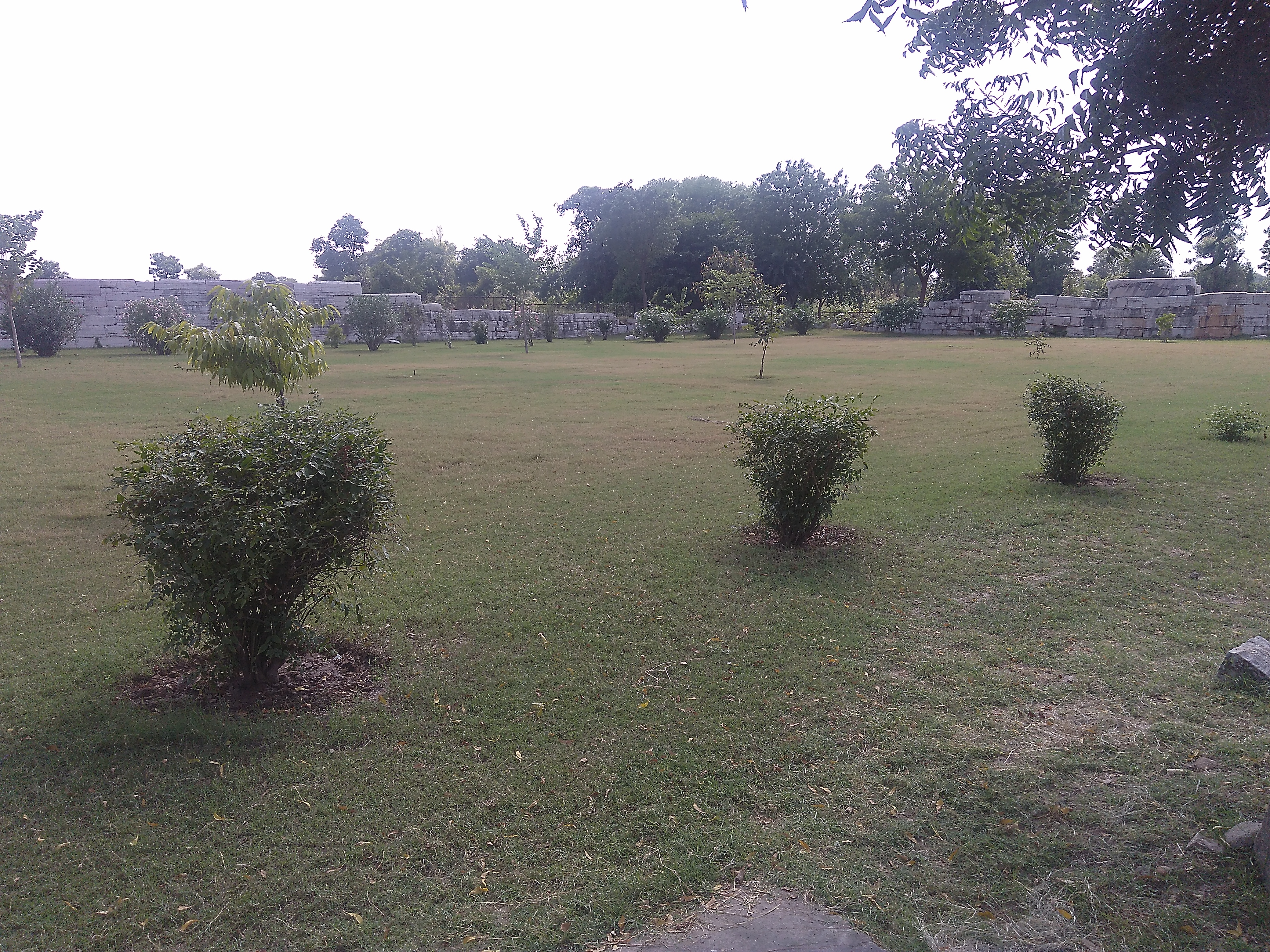

## Расшифровка надписей
Над расшифровкой надписей работали индийский археолог и эпиграфист Девадатта Бхандаркар (Devadatta Ramakrishna Bhandarkar, 1875—1950), профессор индологии в Свободном университете Берлина Гарри Фальк (Harry Falk) и доктор философии Австралийского национального университета Бенхамин Пресиадо-Солис (Benjamín Preciado-Solís). Надписи являются неполными и их расшифровка включала интерполяцию текста исходя из санскритских правил чхандас. Считается, что раджа, по чьему повелению созданы надписи, не упоминает имени своего отца, а называет только мать. Он напрямую не именует себя царем, а говорит о своем поклонении Вишну и жертвоприношении ашвамедха. По всей видимости, раджа принадлежал брахманской династии Канва, правившей царством Магадха в Восточной Индии после падения династии Шунга. Период правления династии Канва пришёлся на 75—26 годы до н. э. Возможно, что раджей был Нараяна, правивший в 52—40 годах до н. э., поскольку каменная стена вокруг объекта поклонения названа «Нараяна-ватика».

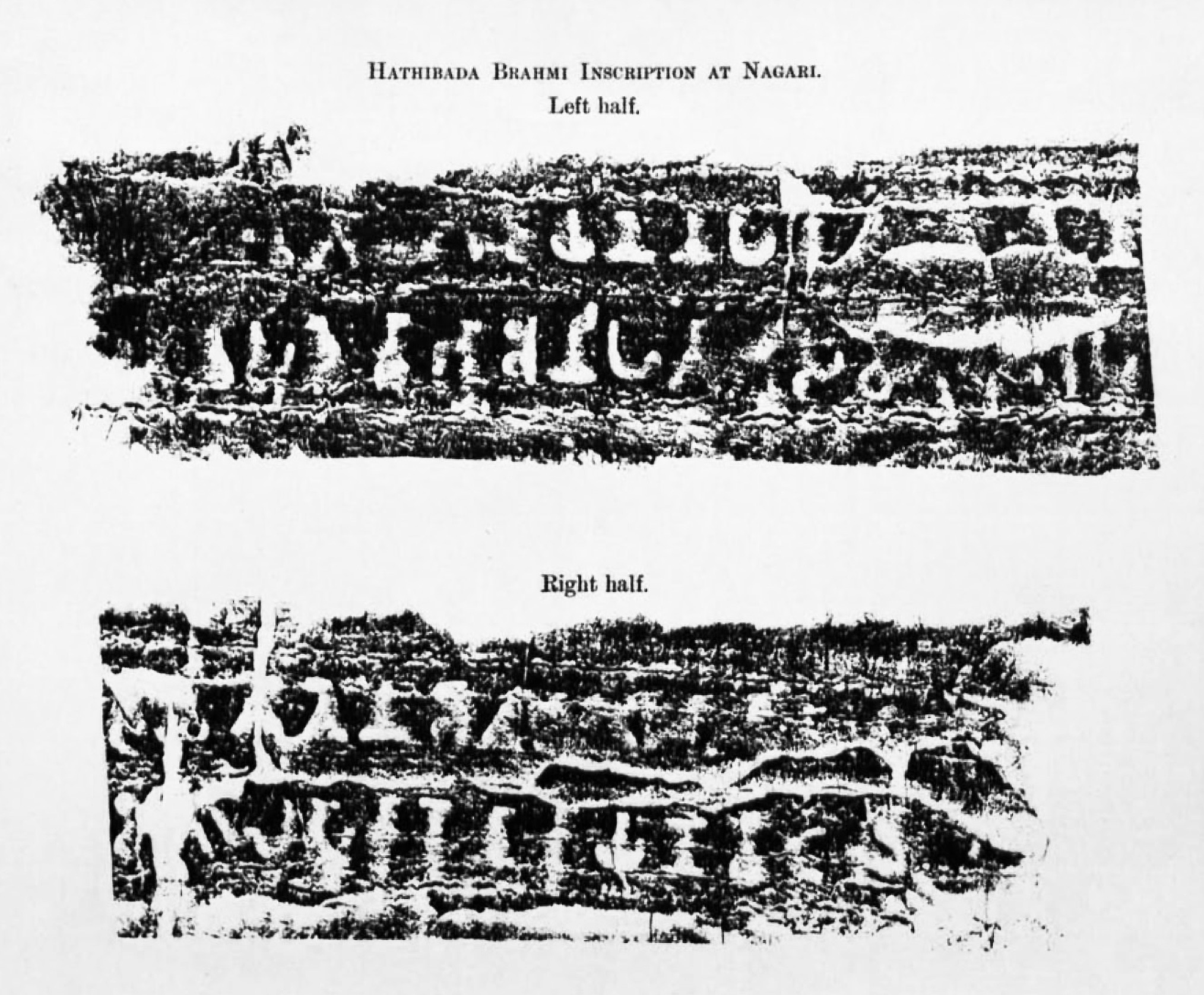
Фотоснимок надписей из Хатибада и Госанди, из исследовательского отчета Девадатта Бхандаркара, 1933 год

Версии перевода
| Автор                          | Расшифровка и перевод |
| ------------------------------ | --- |
| Девадатта Бхандаркар (1933)    | [Это] окружающая стена [построена] вокруг камня [объекта] поклонения, называемого Нараяна-ватика [соединяющего] божества Санкаршана-Васудеву, которые непобедимы и являются владыками всех [поименованных царей], Сарвататы, Гаджаяны и сына [царицы] Парашара-готры, преданного Бхагавата [Вишну] и совершившего жертву ашвамедха. |
| Гарри Фальк (2006)             | Последователь [Господа] Бхагавата, принадлежащий к клану Гаджаяны, сын матери из Парашара-готры, исполнитель жертвы ашвамедха. |
| Бенхамин Пресиадо-Солис (1984) | [Это] каменное ограждение, называемое Нараяна-ватика, в честь поклонения Бхагавану Санкаршане и Бхагавану Васудеве, непобедимых господ всех, [воздвигнутое] [царем] рода Гаджа, Сарватата, победителем, исполнившим ашвамедха, сына Парашара.                                                                                       |

## Культурно-историческое значение
Надписи представляют собой значительный интерес, поскольку являются источником информации о древней индийской культуре, обществе, его истории и религии. В надписях упоминается божество Санкаршана-Васудева, известное также как Баларама-Кришна. Это свидетельствует о том, что вайшнавский культ существовал уже в I веке до нашей эры. Каменные плиты с надписями, скорее всего, являлись частью храма в честь Санкаршаны-Васудевы. Кроме того, надписи упоминают о ягье и царском жертвоприношении (ашвамедха), характерном для ведической традиции. Таким образом, в конце тысячелетия вайшнавское поклонение сочеталось с ведическими ритуалами. Вместе с другими свидетельствами, такими как надписи на колонне Гелиодора, надписи из Хатибада и Госанди являются доказательством того, что ранний вайшнавизм в форме бхагаватизма процветал в Древней Индии между II и I веками до нашей эры, а также, что эпицентр культа находился в Северной Индии. Тем не менее, надписи из Хатибада и Госанди не являются древнейшими среди известных. Другие свидетельства, такие как надпись раджи Дхана-дева, правившего в Айодхье (Уттар-Прадеш), и надпись в пещерном храме Нанагхат, считаются более древними.